# منشأة بولين
قرية منشاة بولين هي إحدى القرى التابعة لمركز كفر الدوار في محافظة البحيرة في جمهورية مصر العربية. حسب إحصاءات سنة 2006، بلغ إجمالي السكان في منشاة بولين 671 نسمة، منهم 323 رجل و348 امرأة.